# Tetradenia tuberosa
Tetradenia tuberosa là một loài thực vật có hoa trong họ Hoa môi. Loài này được T.J.Edwards mô tả khoa học đầu tiên năm 2006.